# 秦兴县
秦兴县，中国古县名。
西魏时置秦兴县，治所在今四川省青川县东北白水镇北。为建阳郡治。建阳郡只有秦兴一县，属于沙州。隋朝开皇初年，改方维县，直属沙州。隋炀帝时废除沙州，方维县改属平武郡。